# Centre National de Volley-Ball
Il Centre National de Volley-Ball è una società pallavolistica maschile francese con sede a Castelnau-le-Lez: milita nel campionato di Élite.

## Storia
Il Centre National du Volley-Ball è una società di proprietà della FFVB nata per formare i giovani atleti francesi più promettenti: il numero massimo è di ventisei atleti, il soggiorno presso il centro può durare fino a tre anni e i giocatori rimangono di proprietà del club di provenienza; la squadra viene solitamente iscritta alla Ligue B o all'Élite, rispettivamente secondo e terzo livello del campionato francese. Dal 2009 è presente una formazione satellite con sede a Châtenay-Malabry che partecipa al Nationale 2, ossia la quarta serie.
I pallavolisti del Centre National du Volley-Ball formano l'ossatura delle nazionali giovanili francesi.

## Rosa 2013-2014
| N° | Nome                | Ruolo | Data di nascita  | Nazionalità sportiva |
| -- | ------------------- | ----- | ---------------- | -------------------- |
| 2  | Quentin Schouteten  | P     | 2 aprile 1995    | Francia              |
| 5  | Thomas Nevot        | P     | 30 aprile 1995   | Francia              |
| 6  | Luka Bašić          | S     | 29 gennaio 1995  | Francia              |
| 8  | Jean Patry          | S/O   | 27 dicembre 1996 | Francia              |
| 9  | Timothée Carle      | S     | 30 novembre 1995 | Francia              |
| 12 | Daryl Bultor        | C     | 17 novembre 1995 | Francia              |
| 15 | Stéphen Boyer       | S     | 10 aprile 1996   | Francia              |
| 17 | Nohoarii Paofai     | C     | 12 novembre 1995 | Francia              |
| ?  | Yousri Anegay       | C     | 28 agosto 1996   | Francia              |
| ?  | Julien Gatineau     | L     | 6 dicembre 1995  | Francia              |
| ?  | Arnaud Gauthier-Rat | S     | 22 ottobre 1996  | Francia              |
| ?  | Arnaud Loiseau      | S     | 12 maggio 1996   | Francia              |
| ?  | Fran Novotni-Kašić  | P     | 22 febbraio 1997 | Francia              |
| ?  | Luc Parville        | L     | 22 maggio 1997   | Francia              |
| ?  | Sébastian Roatta    | C     | 1º marzo 1996    | Francia              |
| ?  | Pavlé Vujovic       | P     | 29 gennaio 1997  | Francia              |